# Eitelgraben (Fluss)
Der Eitelgraben ist ein rechter Zufluss des Spitzenbaches bei St. Gallen, Bezirk Liezen, Steiermark, Österreich mit einer Länge von 1,534 km.

## Verlauf
Der Eitelgraben entspringt nördlich des Rabenkogels auf ca. 1090 m.ü.A, fließt in nordöstlicher Richtung, bis er auf ca. 650 m.ü.A in den Spitzenbach östlich der Klammbrücke mündet.